# Ángel Elías

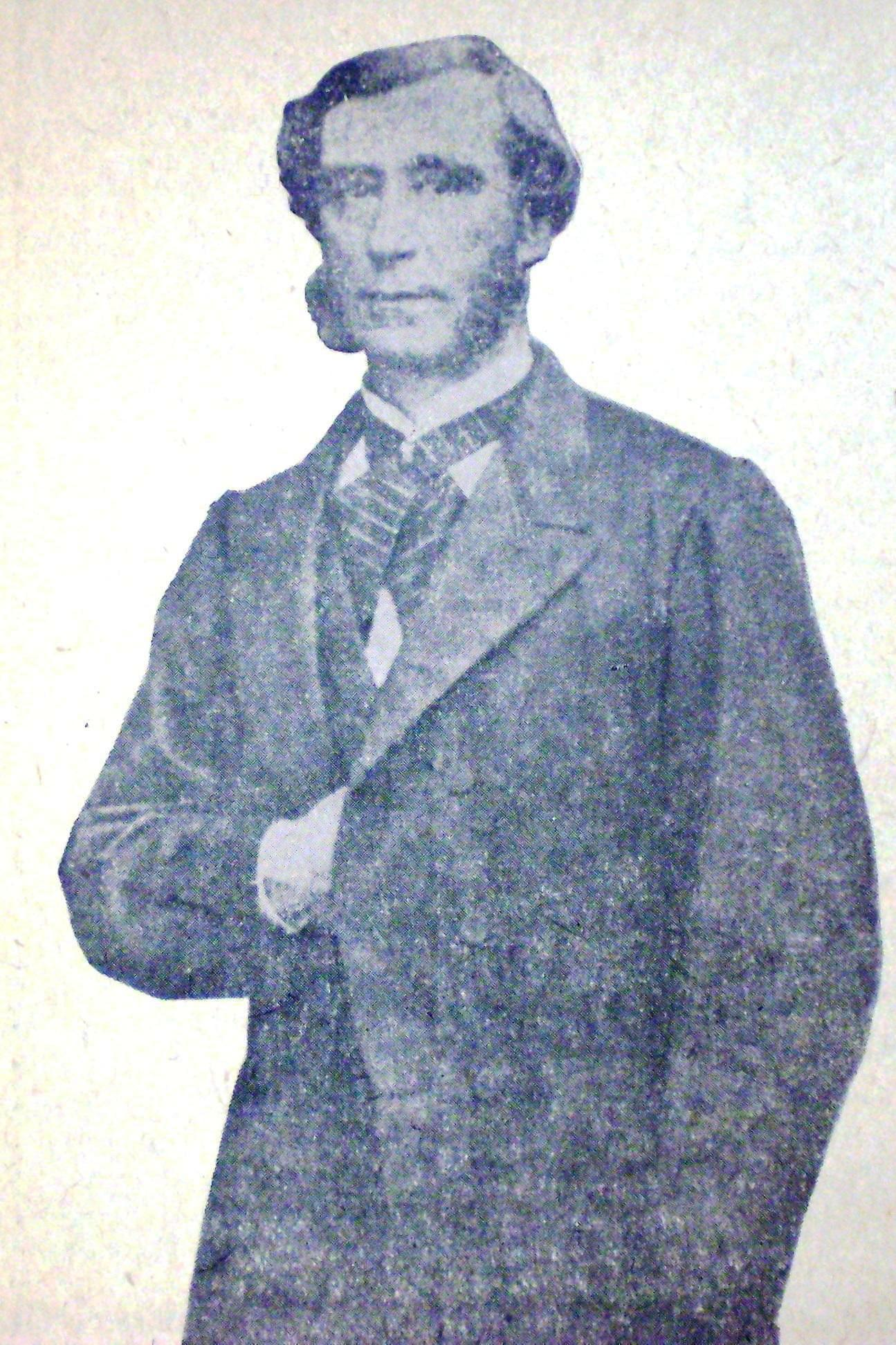
Ángel Elías, Senador Nacional 1860.

Ángel Francisco de Elías y Colón (Chuquisaca, Virreinato del Río de la Plata, 2 de agosto de 1804-Gualeguaychú, Entre Ríos, Argentina, 14 de septiembre de 1885): político argentino de actuación en la primera mitad del siglo XIX, miembro del Partido Unitario, fue secretario del Ejército Grande y de Urquiza, Senador Nacional, escritor, poeta.

## Biografía
Nació en Chuquisaca (Alto Perú) el 2 de agosto de 1804. Fueron sus padres el Dr. Josef Eugenio de Elías y Delgado, natural de Buenos Aires y doña María Isabel Colón de Larreategui, nacida en Charcas y descendiente del descubridor de América

## Infancia y juventud
Transcurrieron sus primeros años en su ciudad natal. Luego pasó a Tucumán , Montevideo y Buenos Aires donde finalizó sus estudios de gramática en el Colegio de San Carlos.
Cuando contaba con solo 16 años pierde a su madre, sus hermanos Timoteo, José Fortunato y su abuela doña María del Carmen de San José Delgado y Rivadaneira de Elías, víctimas de la viruela que asolaba Buenos Aires por aquellos días. 
Joven aún toma junto a su hermano Juan Estanislao, futuro coronel, participación en la revolución del 1 de diciembre de 1828 que encabezaba Juan Lavalle derrocando a Dorrego.
El 2 de marzo de 1829 el gobernador Delegado D. Guillermo Brown lo nombra Comisario del Ejército “con cargo de desempeñar las funciones de secretario del mismo”.

## Exilio
Incorporado al ejército participa en la campaña emprendida contra el gobernador Estanislao López en Buenos Aires y Santa Fe hasta la derrota de Lavalle en los campos de Álvarez junto al puente de Márquez, el 26 de abril de 1829.
Los hechos a posterior de la Convención de Cañuelas y el Pacto de Barracas le hacen emigrar al Estado Oriental radicándose en Mercedes junto al río Negro.
Cuando se organiza la invasión a Entre Ríos en 1830 que encabezan Lavalle y López Jordán toma parte en ella junto a los Urquiza y Crispín Velásquez con igual cargo en el ejército que había desempeñado anteriormente.
Derrotados en la Batalla de Puntas del Clé regresa a Uruguay. Donde se dedica al comercio. Casándose con Simona María de Viera. Hasta 1838 se desvanece su actividad política reapareciendo en los documentos de la emigración argentina en Montevideo.
La invasión de Oribe a la Banda Oriental, después de la derrota infringida a Rivera en 
Arroyo Grande el 6 de diciembre de 1842. Lo obliga a trasladarse a Montevideo, dejando a su familia en Mercedes. Durante el sitio de Montevideo vive gracias a la generosidad de su primo José María Castellanos y a lo poco que le daba un negocio de librería. El 14 de febrero de 1846 es nombrado miembro de la Asamblea de Notables de la ciudad. La que era formada por los hombres más prominentes y actuaba como un cuerpo legislativo.
Desencantado por la anarquía que se vivía por aquellos tiempos renuncia a su puesto en la Asamblea y le solicita a Urquiza radicarse en Entre Ríos a donde arriba hacia principios de 1850.
Es en esta su última etapa de su vida donde desarrollaría su labor más fecunda acompañando a uno de los hombres más importantes de aquel momento y ejerciendo sobre él una trascendental influencia.

## Retorno a Argentina
Instalado en Gualeguaychú y reunido finalmente a su familia que llegó en marzo de 1850. Se trasladó a San José donde Urquiza construía su magnífica residencia.
Fruto de la fuerte impresión que le causó esta visita, publicó un folleto ese mismo año en la imprenta de El Progreso de Gualeguaychú.

Seis días con el General Urquiza, que comprenden muchas noticias sobre su persona. El    esclarecimiento de hechos importantes, y algunos datos sobre la situación actual de la   Provincia de Entre Ríos.

En esta publicación Ángel Elías relata el encuentro con el Jefe supremo de la Provincia de Entre Ríos en estos términos.

Con que – me dijo el General -, es Ud.  Salvaje unitario que viene a esta tierra, después de estar asociado a los extranjeros que a todos Uds. los han engañado, pues ellos no han hecho otra cosa que prolongar una guerra que ha debido concluir.

Esta exclamación irónica abrió las puertas de una amistad entre ambos hombres y desde entonces Ángel Elías unió su destino al de su amigo Urquiza luchando por ver instaurado en su patria el orden y la legalidad.
En Gualeguaychú trabó relación con los hombres de letras de la ciudad y colaboró en la redacción de varios periódicos junto a Isidoro de María
E s por aquel entonces cuando produce uno de los documentos más importantes de los prolegómenos de la campaña de Caseros que causó gran impresión no solo en Urquiza sino en casi todos los militares del ejército entrerriano.  desembocando en el Pronunciamiento del 1 de mayo.
En carta fechada 12 de junio de 1850 y dirigida a Urquiza, Elías dice en uno de sus párrafos:

”Permítame General que haga uso de esta expresión, ella de ningún modo es aplicable a su régimen interior. Cuando digo que no tiene libertad es con relación a la supremacía que sobre ella creen tener y ejercen los Gobernadores de Buenos Aires .Y si no decidme General, ¿a dónde van las producciones de vuestro país? ¿por qué no los exportáis directamente por el Océano? ¿por qué en vuestros puertos no flamean las banderas que tremolan  buques en la rada de Buenos Aires? ¿Por qué estáis obligado a recibir lo que ésta os quiere dar renunciando al derecho de comerciar con todo el mundo?. Estas preguntas no necesitan respuesta, vos sois un hombre inteligente con demasiado amor al suelo en que nacisteis para que dejéis de comprender los derechos que él tiene, las usurpaciones de otros, la época actual y las brillantes oportunidades que se presentan para enarbolar  el estandarte de la libertad. Levantadlo, General proclamando paz con todos, y fraternidad para con todos, y tendréis por aliados a todos los pueblos cultos, y millares de Argentinos repetirán estas santas palabras que consolarán a los hombres virtuosos y de inteligencia.”

Encuentra Elías entonces y acierta en poner el eje central del debate en su lucha contra Rosas en la cuestión aduanera que monopolizaba entonces Buenos Aires y que impedía el desarrollo económico del interior. Resultaba que a pesar de contar con recursos naturales similares los derechos a aduana hacían a una floreciente y postergaban a las otras. 
Las economías provinciales estaban tambaleantes con motivo del bloqueo anglo-francés, y la antigua aspiración del extinto gobernador de Santa Fe, Domingo Cullen, anidaría en Urquiza. Así lo comprendió Ángel Elías. Y para fundamentar un posible levantamiento, decía en su carta:

Que Rosas nada ha hecho en beneficio de la patria es una verdad reconocida. La historia de veinte años así lo atestigua. Yo por mi parte lo proclamo con toda la fuerza de mi inteligencia, con la justicia que tengo en mis convicciones y con el interés con que anhelo la felicidad de mi país. Si vos, General, por consideraciones de política decís lo contrario, yo apelo a vuestra conciencia y a la independencia y elevación de vuestra alma.
(…) Si los pueblos Argentinos , General, nada tienen que esperar del que en veinte años nada ha hecho por la felicidad de su patria, deber es de ellos separarse de esa órbita maligna, en que como satélites han girado alrededor de un planeta opaco, que si aun brilla es porque vos General, con el acero de vuestra espada le habéis dado un fulgor que no tiene.
Vuestros triunfos, vuestros sacrificios personales, y los esfuerzos del ejército  Entre-Riano no han servido sino para conservar una individualidad impotente y alentar una ambición desmedida, cuando esos sacrificios y esas victorias han debido ser en provecho de la familia Argentina y de vuestro país. Elevar una personalidad, no es hacer triunfar un principio, como no lo es destruir un sistema fundado en la verdad y la virtud, extinguir a sus propagadores. Poncio Pilatos hizo morir a Jesús y el cristianismo quedó triunfante, pues las doctrinas que están fundadas en los principios luminosos de la verdad y la religión quedan arraigadas en el corazón de los pueblos.
Vos general, que ninguna otra ambición tenéis que la felicidad y la gloria de vuestra patria ya es tiempo que enseñéis al mundo, para que vuestros contemporáneos y la posteridad os llamen grande, que la sangre de los hijos de Entre Ríos  que se ha derramado en los campos de batalla, no se ha vertido sino para conquistar un porvenir glorioso y lleno de ventura. Este porvenir, General, os lo están brindando la naturaleza y la civilización.

El Pronunciamiento del 1  de mayo tuvo por autores a diversos próceres quienes durante la campaña del Ejército Grande, dirigieron la política del futuro organizador del país y lo impulsaron con palabra mesurada e ideales elevados, por la senda del pregreso, la justicia y la libertad. Entre ellos cabe destacar  D. Manuel Leiva,  el incansable luchador, desde 1828, por el auténtico federalismo y la fundamentación institucional de la Argentina en una Constitución, fiel reflejo de la realidad política existente en las provincias.  Juan Francisco Seguí  es otro de los que con hondo sentido patriótico, tomaron como suya la causa de Urquiza.
La publicación del folleto Seis días con el General Urquiza cayó en Buenos Aires como una bomba. Tanto Rosas como los miembros de su partido, conocieron enseguida quien era su autor "el salvaje unitario Ángel Elías", como expresara Lorenzo Torres en la Sala de Representantes, infiriendo por ello que algo se tramaba en Entre Ríos y que Urquiza estaba dejándose llevar por Terrada, Seguí, Elías y el barón Du Graty.
Nombrado Secretario del Ejército Grande, le cupo a Elías la gloria de asistir a las campañas emprendidas en la Banda Oriental y luego a la marcha sobre Buenos Aires, coronada con la victoria de Caseros, siendo además autor de la mayoría de los decretos emanados de la mano de Urquiza.
Es durante la campaña de Ejército Grande que conoce a Sarmiento y por motivos de recelos y cuestiones menores nace un encono entre ambos que se ve plasmado en numerosas cartas en donde entablan un duelo intelectual, ya que el sanjuanino no perdía oportunidad para atacar la política de Paraná y a todos sus defensores.
Terminada la campaña de Caseros, Urquiza convoca la convención de Santa Fe a fin de que se dictara la tan buscada Constitución. Con ese motivo, Elías fue nombrado representante por la provincia de La Rioja. El 18 de noviembre de 1852 presenta su diploma a la Convención pero dos días más tarde solicita licencia para marchar, a pedido del Director de la Confederación, a Buenos Aires junto al ejército que sitiaba la ciudad.
Luego de efectuadas las primeras elecciones presidenciales al amparo de la nueva constitución, Ángel Elías fue elegido senador por la provincia de 
La Rioja en el Congreso del Paraná.
Al año siguiente integró como representante del departamento de Victoria, la Legislatura de Entre Ríos, hasta que en 1873 vuelve a integrar el congreso Nacional al elegírselo diputado por Entre Ríos, junto con Onésimo Leguizamón, Juan José Álvarez y Donato Ortiz.

## Últimos años
Uno de los momentos más controvertidos de su actuación como legislador tuvo lugar durante el tratamiento de un proyecto de ley del senador Oroño en septiembre de 1868 cuando la guerra contra el Paraguay llevaba ya 3 años y que propugnaba el inicio de parte de Argentina de negociaciones de paz. Elías se opuso tenazmente.

Yo también amo la paz, porque ella es necesaria para la prosperidad de los pueblos: pero  en las presentes circunstancias, quiero la paz con la victoria a la que nuestro heroísmo nos da derecho, como decía no hace mucho tiempo el diputado Américo Lobos en las Cámaras brasileiras; pero no quiero una paz iniciada por nosotros y mucho menos solicitada al agresor salvaje que sin provocación, sin razón y sin justicia apreso traidoramente nuestras naves, que hizo girones la bandera argentina que flameó victoriosa en Salta, Chacabuco y Maipú, que ha profanado el suelo de la patria, que ha desolado una parte de la provincia de Corrientes, llevando como botines los ganados de sus pacíficos moradores, y por último, señor que ha llevado y tiene en cautiverio a familias y esposas argentinas.

Una paz solicitada por nosotros y alcanzada con mengua de la dignidad nacional, haría decir a las madres argentinas: hemos perdido a nuestros hijos en defensa de la patria ofendida y con ella se sella la ignominia del país.

Esta postura fue vista por parte de algunos miembros de la cámara como una posición contraria a los intereses de su provincia y una continuación innecesaria de la guerra.
El proyecto de ley fue desestimado y los argumentos de Elías se impusieron, pero fue blanco de ataques de la prensa, el periódico El Uruguay editado en Concepción del Uruguay dedicó varias ediciones a criticar su actitud.
Su labor parlamentaria durante mas veinte años le valieron muchas críticas y encomios pero siempre defendió sus ideales por encima de sus intereses personales. Nunca tuvo reparos en enfrentarse con aquellos que buscaros su satisfacción personal.
Finalizado su paso por el parlamento fue designado juez de paz, cargo que desempeñó en la ciudad de Gualeguaychú durante ocho años y al cabo de los cuales se retiró a una edad avanzada.
Falleció en esta ciudad el 14 de septiembre de 1885. Los diarios de Entre Ríos y Montevideo le rindieron homenaje.